# Drepanolejeunea mawtmiana
Drepanolejeunea mawtmiana là một loài Rêu trong họ Lejeuneaceae. Loài này được Ajit P. Singh & V. Nath mô tả khoa học đầu tiên năm 2007.